# Фрерола (Бергамо)
Фрерола је насеље у Италији у округу Бергамо, региону Ломбардија.
Према процени из 2011. у насељу је живело 118 становника. Насеље се налази на надморској висини од 755 м.